# Dodonaea coriacea
Dodonaea coriacea là một loài thực vật có hoa trong họ Bồ hòn. Loài này được (Ewart & O.B.Davies) McGill. mô tả khoa học đầu tiên năm 1975.